# Michael Rosas Cobian
Michael Rosas Cobian (* 1953 in Buenos Aires) ist ein argentinischer Komponist und Musiker.
Rosas Cobian, der seit 1979 in England lebt, wirkt als Elektronik-Musiker sowohl bei Liveaufführungen als auch Aufnahmen seiner Werke mit. Im Mittelpunkt seines kompositorischen Schaffens steht die elektroakustische Musik, daneben komponierte er auch Kammermusik und Orchesterwerke sowie Musik zu experimentellen Filmen, Tanz- und Theateraufführungen.
Er wurde bei der Bourges International Electroacoustic Music and Sound Art Competition ausgezeichnet und erhielt 1992 und 1993 Preise beim Prix Ars Electronica.

## Werke
- Soliloqueando, Milonga für Cello und Tonband, 1987
- Alternative 1.4 für Tonband und Tanz, 1989
- Womb für Tonband, 1990
- Phaedra, Theaterstück mit Tonband, 1990
- Anaconda für Tonband und Flöte, 1990
- Urbis #2 für Tonband und Bassklarinette, 1991
- Bakxai!! für Tonband, 1991
- Urbis #3 (Alter Ego) für Tonband, Elektronik und elektrische Gitarre, 1991
- Lucero für Tonband und Charango, 1992
- Urbis #4 (First Run) für Tonband, 1993
- Untitled 1993 für Tonband, Stimme und Drehleier, 1993
- Gato’s Raid für Marimba und Cinta, 1994
- De luna a luna für Tonband, 1995

| Personendaten    | Personendaten            |
| ---------------- | ------------------------ |
| NAME             | Rosas Cobian, Michael    |
| KURZBESCHREIBUNG | argentinischer Komponist |
| GEBURTSDATUM     | 1953                     |
| GEBURTSORT       | Buenos Aires             |